# Sociable Hall
De Sociable Hall was een evenementenhal in de Gravenstraat 98 (later de Henck Arronstraat) in Paramaribo, Suriname. De hal werd op 31 maart 1898 geopend en bleef met deze functie bestaan tot in de tweede helft van de jaren 1920. De eigenaar was C.G. Heilbron.
De opening vond in 1898 feestelijk plaats met een muziekprogramma van The Sociable Stringband. In de hal werden naast muziekuitvoeringen ook theatervoorstellingen, blijspelen, dansavonden en trouwerijen gehouden. Daarnaast werden er vergaderingen en andere bijeenkomsten georganiseerd. De eerste filmvoorstelling van Suriname werd hier gehouden op 11 januari 1899.
Op 4 september 1911 werd in de Sociable Hall een bokswedstrijd georganiseerd. Deze wedstrijd wordt gezien als een zwarte bladzijde in de Surinaamse boksgeschiedenis. Voorafgaand aan de wedstrijd brak er onder de toeschouwers een paar keer een gevecht uit om een zitplaats, waarbij meerdere vrouwen onder de voet werden gelopen en gewond raakten. Vervolgens verdween de organisator vroegtijdig met het geld. Als gevolg van de gebeurtenissen duurde het tientallen jaren voordat er in Suriname weer een vergunning voor een bokswedstrijd werd afgegeven.